# Le Brugeron
Le Brugeron è un comune francese di 249 abitanti situato nel dipartimento del Puy-de-Dôme nella regione dell'Alvernia-Rodano-Alpi.

## Storia

### Simboli
Lo stemma del comune si blasona:
Adottato il 4 gennaio 1966. I sabot richiamano il carattere rurale della zona e i suoi numerosi produttori di zoccoli, l'abete rappresenta un elemento essenziale del paesaggio e l'erica (in francese bruyère) evoca la probabile origine del nome di Le Brugeron.

## Società

### Evoluzione demografica
Abitanti censiti